# George Ackerley
George Ackerley (* 21. Mai 1887 in West Derby, Liverpool; † 1958) war ein englischer Fußballspieler. Der linke Halbstürmer bestritt 1910 als Amateur zwei Partien für Leeds City in der Second Division.

## Karriere
Ackerley war ab 1908 als Amateur beim FC Liverpool für die Football League registriert, wurde in der ersten Mannschaft aber nicht eingesetzt. Im März 1910 schloss er sich dem Zweitdivisionär Leeds City an und kam für das Reserveteam in der Midland League zu Einsätzen. Nach einigen guten Auftritten debütierte er am 17. März für die erste Mannschaft bei einem 1:1-Unentschieden gegen den FC Barnsley auf der Position des linken Halbstürmers, auf der er Jimmy Gemmell ersetzte und gemeinsam mit Fred Croot den linken Angriffsflügel bildete. Seine Leistung beurteilte der Korrespondent der Yorkshire Post folgendermaßen: „Er verfügt über gute Kenntnisse des Spiels, aber er muss Zeit bekommen um an Körperlichkeit zuzulegen und um Selbstvertrauen und betriebsame Tatkraft zu erlangen, bevor er einen Platz im Zweitligafußball wert ist.“
Nach der Partie spielte er zunächst wieder für die Reservemannschaft und trat dabei auch als Strafstoßschütze in Erscheinung, bevor er am 23. April bei einer 0:3-Niederlage vor 15.000 Zuschauern bei Manchester City erneut in der ersten Mannschaft aufgeboten wurde. Der Korrespondent der Athletic News berichtete über Ackerleys Auftritt: „Ein hagerer junger Spieler namens Ackerley hatte seinen zweiten Einsatz der Saison auf halblinks, und ich war von seinem Auftritt ziemlich angetan, denn obwohl er langsam war und schwach schoss, zeigte er sehr geschickte Beinarbeit und kann meiner Meinung nach in einen sehr nützlichen Mann entwickelt werden.“ Auch zur folgenden Saison war Ackerley als Amateur bei Leeds City registriert, zu weiteren Einsätzen kam er aber nicht mehr. 1911 lebte Ackerley mit seiner Mutter und fünf Geschwistern in Liverpool und arbeitete als Verkäufer bei einem Obsthändler. Weitere fußballerische Aktivitäten Ackerleys sind nicht überliefert.